# Podroszczinskoje
Podroszczinskoje (ros. Подрощинское сельское поселение) – jednostka administracyjna (osiedle wiejskie) wchodząca w skład rejonu jarcewskiego w оbwodzie smoleńskim w Rosji.
Centrum administracyjnym osiedla wiejskiego jest dieriewnia Podroszcza.

## Geografia
Powierzchnia osiedla miejskiego wynosi 114 km², a jego główne rzeki to Wop i Dniepr. Przez terytorium jednostki przechodzi linia kolejowa Moskwa – Mińsk (przystanek 362 km).

## Historia
Osiedle powstało na mocy uchwały obwodu smoleńskiego z 28 grudnia 2004 r., z późniejszymi zmianami – uchwała z dnia 25 maja 2017 roku.

## Demografia
W 2020 roku osiedle wiejskie zamieszkiwało 859 osób.

## Miejscowości
W skład jednostki administracyjnej wchodzi 14 miejscowości (wyłącznie dieriewnie): Czełnowaja, Chatuni, Chudotino, Gorki, Jełcza, Kowali, Łopatkino, Matrienino, Michajłowo, Podroszcza, Sielco, Starosielje, Stogowo, Zubowo.